# Lista de episódios de Star Trek: Deep Space Nine
Star Trek: Deep Space Nine é a quarta série de televisão da franquia Star Trek, indo ao ar pela sindicação de janeiro de 1993 até junho de 1999. Foram exibidos um total de 176 distribuídos por sete temporadas, que aqui estão listados pela ordem cronológica de exibição, que corresponde a ordem de episódios das caixas de DVD.
O episódio piloto da série, "Emissary", o primeiro episódio da quarta temporada, "The Way of the Warrior", e o último episódio da série, "What You Leave Behind", originalmente foram ao ar como episódios únicos de duas horas de duração, porém foram subsequentemente divididos em duas partes para reprises. Esta lista também inclui a data estelar em que os eventos ocorrem dentro do universo ficcional de Star Trek.

## Temporadas
| Temporada | Temporada | Episódios | Exibição  | Lançamento de DVD       | Lançamento de DVD      |
| Temporada | Temporada | Episódios | Exibição  | Região 1                | Região 2               |
| --------- | --------- | --------- | --------- | ----------------------- | ---------------------- |
|           | 1         | 20        | 1993      | 25 de fevereiro de 2003 | 24 de março de 2003    |
|           | 2         | 26        | 1993–1994 | 1 de abril de 2003      | 28 de abril de 2003    |
|           | 3         | 26        | 1994–1995 | 3 de junho de 2003      | 23 de junho de 2003    |
|           | 4         | 26        | 1995–1996 | 5 de agosto de 2003     | 25 de agosto de 2003   |
|           | 5         | 26        | 1996–1997 | 7 de outubro de 2003    | 27 de outubro de 2003  |
|           | 6         | 26        | 1997–1998 | 4 de novembro de 2003   | 8 de dezembro de 2003  |
|           | 7         | 26        | 1998–1999 | 2 de dezembro de 2003   | 22 de dezembro de 2003 |

## Episódios
Os episódios marcados com o símbolo da adaga dupla (‡) fazem parte do arco “O Emissário, A Guerra e Os Profetas”.

### 1.ª Temporada: 1993
| № | #   | Título                          | Data Estelar | Diretor          | Roteirista(s) | Exibição                |
| --- | --- | ------------------------------- | ------------ | ---------------- | --- | ----------------------- |
| 1–2 | 1–2 | "Emissary"‡                     | 46379.1      | David Carson     | Michael Piller (Roteiro) Rick Berman & Michael Piller (História)                                                         | 3 de janeiro de 1993    |
| Uma nova tripulação é designada para uma antiga estação espacial cardassiana, Deep Space Nine, em uma força cooperativa entre a Federação Unida dos Planetas e os bajorianos. O Comandante Benjamin Sisko é colocado no comando da estação, porém sua vida é dramaticamente mudada quando ele é declarado um Emissário dos Profetas por um sacerdote bajoriano. |     |                                 |              |                  | |                         |
| 3 | 3   | "Past Prologue"‡                | Desconhecida | Winrich Kolbe    | Katharyn Powers | 10 de janeiro de 1993   |
| Um terrorista bajoriano com relações com Kira Nerys chega na Deep Space Nine, entretanto ele é perseguido pelos cardassianos. |     |                                 |              |                  | |                         |
| 4 | 4   | "A Man Alone"                   | 46421.5      | Paul Lynch       | Michael Piller (Roteiro) Gerald Sanford & Michael Piller (História)                                                      | 17 de janeiro de 1993   |
| Odo é acusado de assassinar um assassino bajoriano. |     |                                 |              |                  | |                         |
| 5 | 5   | "Babel"                         | 46423.7      | Paul Lynch       | Michael McGreevey & Naren Shankar (Roteiro) Sally Caves & Ira Steven Behr (História)                                     | 24 de outubro de 1993   |
| Um misterioso vírus se espalha pela estação, causado distorções de fala e eventualmente a morte. |     |                                 |              |                  | |                         |
| 6 | 6   | "Captive Pursuit"               | Desconhecida | Corey Allen      | Jill Sherman Donner & Michael Piller (Roteiro) Jill Sherman Donner (História)                                            | 31 de janeiro de 1993   |
| O'Brien se torna amigo de um alienígena do Quadrante Gama que foi criado para ser caçado. |     |                                 |              |                  | |                         |
| 7 | 7   | "Q-Less"                        | 46531.2      | Paul Lynch       | Robert Hewitt Wolfe (Roteiro) Hannah Louise Shearer (História)                                                           | 7 de fevereiro de 1993  |
| Q e Vash chegam na Deep Space Nine, entretanto, Vash percebeu o quão irritante Q é e deseja que ele a deixe em paz. |     |                                 |              |                  | |                         |
| 8 | 8   | "Dax"                           | 46910.1      | David Carson     | D. C. Fontana & Peter Allan Fields (Roteiro) Peter Allan Fields (História)                                               | 14 de fevereiro de 1993 |
| Jadzia Dax é acusada de um assassinato cometido por seu simbionte em outra vida. |     |                                 |              |                  | |                         |
| 9 | 9   | "The Passenger"                 | Desconhecida | Paul Lynch       | Morgan Gendel, Robert Hewitt Wolfe & Michael Piller (Roteiro) Morgan Gendel (História)                                   | 21 de fevereiro de 1993 |
| Um sinistro criminoso está escondido na mente de algum tripulante da Deep Space Nine, porém Bashir luta para entender como ele trabalha. |     |                                 |              |                  | |                         |
| 10 | 10  | "Move Along Home"               | Desconhecida | David Carson     | Frederick Rappaport, Lisa Rich & Jeanne Carrigan-Fauci (Roteiro) Michael Piller (História)                               | 14 de março de 1993     |
| Quark é forçado a jogar um jogo pelos waldi, uma espécie recém encontrada, e a vida da tripulação depende do resultado. |     |                                 |              |                  | |                         |
| 11 | 11  | "The Nagus"                     | Desconhecida | David Livingston | Ira Steven Behr | 21 de março de 1993     |
| Quark é nomeado chefe da Aliança Ferengi pelo Grande Nagus Zek, porém agora ele está cercado por inimigos. |     |                                 |              |                  | |                         |
| 12 | 12  | "Vortex"‡                       | Desconhecida | Winrich Kolbe    | Sam Rolfe | 18 de abril de 1993     |
| Odo descobre que ele talvez não seja o único de seu povo quando um visitante do Quadrante Gama afirma que ele pode contatar sua espécie. |     |                                 |              |                  | |                         |
| 13 | 13  | "Battle Lines"‡                 | Desconhecida | Paul Lynch       | Richard Danus & Evan Carlos Somers (Roteiro) Hilary J. Bader (História)                                                  | 25 de abril de 1993     |
| O líder espiritual de Bajor, Kai Opaka, viaja com Benjamin Sisko até o Quadrante Gama, porém eles ficam presos em um mundo onde os mortos são ressuscitados. |     |                                 |              |                  | |                         |
| 14 | 14  | "The Storyteller"               | 46729.1      | David Livingston | Kurt Michael Bensmiller & Ira Steven Behr (Roteiro) Kurt Michael Bensmiller (História)                                   | 2 de maio de 1993       |
| O'Brien é recrutado para salvar um vilarejo bajoriano da destruição por uma misteriosa criatura em formato de nuvem. |     |                                 |              |                  | |                         |
| 15 | 15  | "Progress"‡                     | 46844.3      | Les Landau       | Peter Allan Fields | 9 de maio de 1993       |
| Kira tem de lidar com teimoso fazendeiro que se recusa a deixar sua casa, mesmo ela estando destinada a demolição. |     |                                 |              |                  | |                         |
| 16 | 16  | "If Wishes Were Horses"         | 46853.2      | Robert Legato    | Nell McCue Crawford, William L. Crawford & Michael Piller (Roteiro) Nell McCue Crawford & William L. Crawford (História) | 16 de maio de 1993      |
| A Deep Space Nine é colocada em perigo quando os pensamentos da tripulação se manifestam, e figuras como Rumpelstiltskin aparecem. |     |                                 |              |                  | |                         |
| 17 | 17  | "The Forsaken"                  | 46925.1      | Les Landau       | Dan Carlos Dunaway & Michael Piller (Roteiro) Jim Trombetta (História)                                                   | 23 de maio de 1993      |
| A Embaixadora da Federação de Betazed, Lwaxana Troi, visita a estação, porém desenvolve uma afeição por Odo. |     |                                 |              |                  | |                         |
| 18 | 18  | "Dramatis Personae"             | 46922.3      | Cliff Bole       | Joe Menosky | 30 de maio de 1993      |
| Uma nave klingon emerge do buraco de minhoca e explode. Depois disso, um motim começa, com Kira na liderança. |     |                                 |              |                  | |                         |
| 19 | 19  | "Duet"‡                         | Desconhecida | James L. Conway  | Peter Allan Fields (Roteiro) Lisa Rich & Jeanne Carrigan-Fauci (História)                                                | 13 de junho de 1993     |
| Um visitante cardassiano pode ser na verdade um notório criminoso de guerra, e Kira está determinada a desmascará-lo. |     |                                 |              |                  | |                         |
| 20 | 20  | "In the Hands of the Prophets"‡ | Desconhecida | David Livingston | Robert Hewitt Wolfe | 20 de junho de 1993     |
| A fricção aumenta quando Winn Adami chega na Deep Space Nine e descobre que a professora Keiko O'Brien não está ensinando sobre os alienígenas do buraco de minhoca. |     |                                 |              |                  | |                         |

### 2.ª Temporada: 1993-1994
| № | #  | Título                 | Data Estelar | Diretor          | Roteirista(s)                                                                                           | Exibição                |
| --- | -- | ---------------------- | ------------ | ---------------- | --- | ----------------------- |
| 21 | 1  | "The Homecoming"       | Desconhecida | Winrich Kolbe    | Ira Steven Behr (Roteiro) Jeri Taylor & Ira Steven Behr (História)                                      | 26 de setembro de 1993  |
| Kira resgata um prisioneiro de guerra bajoriano; enquanto isso, um grupo extremista chamado o Círculo começa a controlar Bajor.                                       |    |                        |              |                  | |                         |
| 22 | 2  | "The Circle"           | Desconhecida | Corey Allen      | Peter Allan Fields                                                                                      | 3 de outubro de 1993    |
| O Círculo tenta derrubar o governo bajoriano, porém há mais na situação do que parece.                                                                                |    |                        |              |                  | |                         |
| 23 | 3  | "The Siege"            | Desconhecida | Winrich Kolbe    | Michael Piller                                                                                          | 10 de outubro de 1993   |
| Sisko e Li Nalas tentam impedir que a Deep Space Nine seja comandada pelos bajorianos, enquanto Kira e Dax tentam colocar um fim no Círculo.                          |    |                        |              |                  | |                         |
| 24 | 4  | "Invasive Procedures"  | 47182.1      | Les Landau       | John Whelpley & Robert Hewitt Wolfe (Roteiro) John Whelpley (História)                                  | 17 de outubro de 1993   |
| Com apenas o pessoal necessário abordo da Deep Space Nine, um trill não juntado e sua equipe assumem o controle da estação e tentam roubar o simbionte Dax de Jadzia. |    |                        |              |                  | |                         |
| 25 | 5  | "Cardassians"          | 47177.2      | Cliff Bole       | James Cocker (Roteiro) Gene Wolande & John Wright (História)                                            | 24 de outubro de 1993   |
| Garak investiga a identidade de um menino cardassiano abandonado em Bajor, que foi criado pelos bajorianos.                                                           |    |                        |              |                  | |                         |
| 26 | 6  | "Melora"               | 47229.1      | Cliff Bole       | Evan Carlos Somers, Steven Baum, Michael Piller & James Cocker (Roteiro) Evan Carlos Somers (História)  | 31 de outubro de 1993   |
| Bashir tenta ajudar a Alferes Melora a se adaptar a gravidade "normal".                                                                                               |    |                        |              |                  | |                         |
| 27 | 7  | "Rules of Acquisition" | Desconhecida | David Livingston | Ira Steven Behr (Roteiro) Hilary J. Bader (História)                                                    | 7 de novembro de 1993   |
| Quark representa o Grande Nagus Zek em uma trama para estabelecer a presença de um negócio ferengi no Quadrante Gama.                                                 |    |                        |              |                  | |                         |
| 28 | 8  | "Necessary Evil"       | 47282.5      | James L. Conway  | Peter Allan Fields                                                                                      | 14 de novembro de 1993  |
| Quando Quark é baleado, Odo reabre um caso de assassinato de cinco anos atrás.                                                                                        |    |                        |              |                  | |                         |
| 29 | 9  | "Second Sight"         | 47329.4      | Alexander Singer | Mark Gehred-O'Connell, Ira Steven Behr & Robert Hewitt Wolfe (Roteiro) Mark Gehred-O'Connell (História) | 21 de novembro de 1993  |
| Uma misteriosa mulher rouba o olho de Sisko em um de seus encontros transitórios.                                                                                     |    |                        |              |                  | |                         |
| 30 | 10 | "Sanctuary"            | 47391.2      | Les Landau       | Frederick Rappaport (Roteiro) Gabe Essoe & Kelley Miles (História)                                      | 28 de novembro de 1993  |
| Fazendeiros humanóides deslocados do Quadrante Gama afirmam que Bajor é sua terra lendária, Kentanna.                                                                 |    |                        |              |                  | |                         |
| 31 | 11 | "Rivals"               | Desconhecida | David Livingston | Joe Menosky (Roteiro) Jim Trombetta & Michael Piller (História)                                         | 2 de janeiro de 1994    |
| Quark se sente ameaçado quando um charmoso vigarista abre um bar concorrente, auxiliado por um dispositivo que lhe dá boa sorte.                                      |    |                        |              |                  | |                         |
| 32 | 12 | "The Alternate"        | 47391.7      | David Carson     | Bill Dial (Roteiro) Jim Trombetta & Bill Dial (História)                                                | 9 de janeiro de 1994    |
| Um cientista encontra uma forma de vida no Quadrante game que pode ser aparentada com Odo                                                                             |    |                        |              |                  | |                         |
| 33 | 13 | "Armageddon Game"      | Desconhecida | Winrich Kolbe    | Morgan Gendel                                                                                           | 30 de janeiro de 1994   |
| O'Brien e Bashir ajudam duas espécies em guerra a apagar todo o conhecimento de uma mortal arma biológica.                                                            |    |                        |              |                  | |                         |
| 34 | 14 | "Whispers"             | 47552.1      | Les Landau       | Paul Robert Coyle                                                                                       | 6 de fevereiro de 1994  |
| Enquanto prepara a estação para discussões de paz, O'Brien descobre que a tripulação tem lhe escondido informações e dado ordens por suas costas.                     |    |                        |              |                  | |                         |
| 35 | 15 | "Paradise"             | 47573.1      | Corey Allen      | Jeff King, Richard Manning & Hans Beimler (Roteiro) Jim Trombetta & James Cocker (História)             | 13 de fevereiro de 1994 |
| Sisko e O'Brien ficam presos em um planeta cujo líder da população local rejeita quaisquer formas de tecnologia, mesmo se isso significar a morte.                    |    |                        |              |                  | |                         |
| 36 | 16 | "Shadowplay"           | 47603.3      | Robert Scheerer  | Robert Hewitt Wolfe                                                                                     | 20 de fevereiro de 1994 |
| Odo e Dax investigam o desaparecimento de vários residentes de uma cidade.                                                                                            |    |                        |              |                  | |                         |
| 37 | 17 | "Playing God"          | Desconhecida | David livingston | Jim Trombetta & Michael Piller (Roteiro) Jim Trombetta (História)                                       | 27 de fevereiro de 1994 |
| Um proto universo ameaça destruir a estação e Bajor. |    |                        |              |                  | |                         |
| 38 | 18 | "Profit and Loss"      | Desconhecida | Robert Wiemer    | Flip Kobler & Cindy Marcus                                                                              | 20 de março de 1994     |
| Quark reencontra sua antiga paixão,descobrindo que ela está envolvida em uma perigosa intriga política.                                                               |    |                        |              |                  | |                         |
| 39 | 19 | "Blood Oath"           | Desconhecida | Winrich Kolbe    | Peter Allan Fields                                                                                      | 27 de março de 1994     |
| Jadzia Dax honra um juramento prestado por Curzon Dax à um grupo de klingons, e se junta a eles em uma cruzada contra seu inimigo.                                    |    |                        |              |                  | |                         |
| 40 | 20 | "The Maquis, Part I"   | Desconhecida | David Livingston | James Cocker (Roteiro) Rick Berman, Michael Piller, Jeri Taylor & James Cocker (História)               | 24 de abril de 1994     |
| Colonos da Federação rejeitam um tratado com Cardassia e decidem agir sozinhos, formando um grupo terrorista chamado "Maquis".                                        |    |                        |              |                  | |                         |
| 41 | 21 | "The Maquis, Part II"  | Desconhecida | Corey Allen      | Ira Steven Behr (Roteiro) Rick Berman, Michael Piller, Jeri Taylor & Ira Steven Behr                    | 1 de maio de 1994       |
| Sisko tenta resgatar Gul Dukat, para os terroristas Maquis e impedir uma nova guerra com os cardassianos.                                                             |    |                        |              |                  | |                         |
| 42 | 22 | "The Wire"             | Desconhecida | Kim Friedman     | Robert Hewitt Wolfe                                                                                     | 8 de maio de 1994       |
| Para poder salvar a vida de Garak, Bashir deve revelar alguns segredos do passado cardassiano.                                                                        |    |                        |              |                  | |                         |
| 43 | 23 | "Crossover"            | Desconhecida | David Livingston | Peter Allan Fields & Michael Piller (Roteiro) Peter Allan Fields (História)                             | 15 de maio de 1994      |
| Kira e Bashir ficam presos no Universo Espelho. |    |                        |              |                  | |                         |
| 44 | 24 | "The Collaborator"     | Desconhecida | Cliff Bole       | Gary Holland, Ira Steven Behr & Robert Hewitt Wolfe (Roteiro) Gary Holland (História)                   | 22 de maio de 1994      |
| Um bajoriano qua auxiliou as forças de ocupação cardassianas quer voltar para casa.                                                                                   |    |                        |              |                  | |                         |
| 45 | 25 | "Tribunal"             | 47944.2      | Avery Brooks     | Bill Dial                                                                                               | 5 de junho de 1994      |
| O'Brien é declarado culpado e mais tarde julgado em Cardassia Prime.                                                                                                  |    |                        |              |                  | |                         |
| 46 | 26 | "The Jem'Hadar"‡       | Desconhecida | Kim Friedman     | Ira Steven Behr                                                                                         | 12 de junho de 1994     |
| Sisko, Jake, Nog e Quark vão acampar em uma planeta no Quadrante Gama, porém são capturados pelos misteriosos Jem'Hadar e conhecem uma força rival da Federação.      |    |                        |              |                  | |                         |

### 3.ª Temporada: 1994-1995
| № | #  | Título                      | Data Estelar | Diretor          | Roteirista(s)                                                                     | Exibição                |
| --- | -- | --------------------------- | ------------ | ---------------- | --------------------------------------------------------------------------------- | ----------------------- |
| 47 | 1  | "The Search, Part I"‡       | 48213.1      | Kim Friedman     | Ronald D. Moore (Roteiro) Ira Steven Behr & Robert Hewitt Wolfe (História)        | 26 de setembro de 1994  |
| Sisko leva a nova USS Defiant para o Quadrante Gama para encontrar os misteriosos líderes dos Dominion e evitar uma guerra, enquanto Odo é levado por instinto até seu planeta natal. |    |                             |              |                  |                                                                                   |                         |
| 48 | 2  | "The Search, Part II"‡      | 48217.7      | Jonathan Frakes  | Ira Steven Behr (Roteiro) Ira Steven Behr & Robert Hewitt Wolfe (História)        | 3 de outubro de 1994    |
| Odo começa a se conectar com os outros de sua espécie enquanto Sisko tenta negociair a paz com os Dominion.                                                                           |    |                             |              |                  |                                                                                   |                         |
| 49 | 3  | "The House of Quark"        | 48224.2      | Les Landau       | Ronald D. Moore (Roteiro) Tom Benko (História)                                    | 10 de outubro de 1994   |
| Quark mente sobre a morte de um klingon e então é forçado a se casar com a viúva, fundando sua "Casa de Quark".                                                                       |    |                             |              |                  |                                                                                   |                         |
| 50 | 4  | "Equilibrium"               | 48231.7      | Cliff Bole       | René Echevarria (Roteiro) Christopher Teague (História)                           | 17 de outubro de 1994   |
| Um segredo do passado de Dax pode significar o fim da vida de seu hospedeiro atual.                                                                                                   |    |                             |              |                  |                                                                                   |                         |
| 51 | 5  | "Second Skin"               | 48244.5      | Les Landau       | Robert Hewitt Wolfe                                                               | 24 de outubro de 1994   |
| Kira é sequestrada pelos cardassianos, é cirurgicamente alterada para se parecer uma cardassiana e recebe a informação de que é uma agente disfarçada.                                |    |                             |              |                  |                                                                                   |                         |
| 52 | 6  | "The Abandoned"             | 48301.1      | Avery Brooks     | D. Thomas Maio & Steve Warnek                                                     | 31 de outubro de 1994   |
| Uma criança Jem'Hadar é encontrada dentro de uma nave destruída e Odo tenta ensinar a um soldado em crescimento como pensar por si mesmo.                                             |    |                             |              |                  |                                                                                   |                         |
| 53 | 7  | "Civil Defense"             | 48388.8      | Reza Badiyi      | Mike Kohn                                                                         | 7 de novembro de 1994   |
| A Deep Space Nine é progressivamente trancada depois de O'Brien, Jake e Sisko acidentalmente ativarem um programa de segurança cardassiano.                                           |    |                             |              |                  |                                                                                   |                         |
| 54 | 8  | "Meridian"                  | 48423.2      | Jonathan Frakes  | Mark Gehred-O'Connell (Roteiro) Hilary J. Bader & Evan Carlos Somers (História)   | 14 de novembro de 1994  |
| Dax se apaixona por uma pessoa que logo irá desaparecer |    |                             |              |                  |                                                                                   |                         |
| 55 | 9  | "Defiant"                   | 48467.3      | Cliff Bole       | Ronald D. Moore                                                                   | 21 de novembro de 1994  |
| Thomas Riker, se passando por William Riker, aparece sem aviso e usa o interesse de Kira nele para robar a Defiant e levá-la em uma missão para os Maquis.                            |    |                             |              |                  |                                                                                   |                         |
| 56 | 10 | "Fascination"               | 48441.6      | Avery Brooks     | Philip LaZebnik (Roteiro) Ira Steven Behr & James Cocker (História)               | 28 de novembro de 1994  |
| Lwaxana Troi persegue Odo durante o Festival da Gratidão Bajoriana enquanto membros da tripulação de repente ficam apaixonados uns pelos outros.                                      |    |                             |              |                  |                                                                                   |                         |
| 57 | 11 | "Past Tense, Part I"        | 48481.2      | Reza Badiyi      | Robert Hewitt Wolfe (Roteiro) Ira Steven Behr & Robert Hewitt Wolfe (História)    | 2 de janeiro de 1995    |
| Um acidente do transporte envia Sisko, Bashir e Dax para três séculos no passado. |    |                             |              |                  |                                                                                   |                         |
| 58 | 12 | "Past Tense, Part II"       | 48481.2      | Jonathan Frakes  | Ira Steven Behr & René Echevarria (Roteiro) Ira Steven Behr & Robert Hewitt Wolfe | 9 de janeiro de 1995    |
| Sisko assume o papel de uma importante figura histórica para reparar a linha do tempo.                                                                                                |    |                             |              |                  |                                                                                   |                         |
| 59 | 13 | "Life Support"              | 48498.4      | Reza Badiyi      | Ronald D. Moore (Roteiro) Christian Ford & Roger Soffer (História)                | 31 de janeiro de 1995   |
| A ética de Bashir são colocadas à prova enquanto ele tenta manter Vedek Bareil vivo por tempo suficiente para ajudar Kai Adami completar negociações de paz com Cardassia             |    |                             |              |                  |                                                                                   |                         |
| 60 | 14 | "Heart of Stone"            | 48521.5      | Alexander Singer | Ira Steven Behr & Robert Hewitt Wolfe                                             | 6 de fevereiro de 1994  |
| Quando a vida de Kira fica em perigo, Odo percebe a profundidade de seus sentimentos por ela.                                                                                         |    |                             |              |                  |                                                                                   |                         |
| 61 | 15 | "Destiny"                   | 48543.2      | Les Landau       | David S. Cohen & Martin A. Winer                                                  | 13 de fevereiro de 1995 |
| Apesar de uma profecia bajoriana de destruição, Sisko ajuda uma missão científica dos cardassianos para estabelecer comunicações através do buraco de minhoca.                        |    |                             |              |                  |                                                                                   |                         |
| 62 | 16 | "Prophet Motive"            | 48555.5      | René Auberjonois | Ira Steven Behr & Robert Hewitt Wolfe                                             | 20 de fevereiro de 1995 |
| Quark descobre que Grande Nagis Zek escreveu uma nova série de Regras de Aquisição, que colocaria um fim no modo tradicional dos ferengis.                                            |    |                             |              |                  |                                                                                   |                         |
| 63 | 17 | "Visionary"                 | 48576.7      | Reza Badiyi      | John Shirley (Roteiro) Ethan H. Calk (História)                                   | 27 de fevereiro de 1995 |
| Depois de ser exposto a uma radiação, O'Brien começa a pular horas para o futuro por períodos breves, ao mesmo tempo que a Deep Space Nine receben delegações romulanas e klingons.   |    |                             |              |                  |                                                                                   |                         |
| 64 | 18 | "Distant Voices"            | 48592.2      | Alexander Singer | Ira Steven Behr & Robert Hewitt Wolfe (Roteiro) Joe Menosky (História)            | 10 de abril de 1995     |
| Bashir é alvo de ataques telepáticos onde a estação representa sua mente, a tripulação representa aspectos de sua personalidade e ele começa a envelhecer rapidamente.                |    |                             |              |                  |                                                                                   |                         |
| 65 | 19 | "Through the Looking Glass" | 48601.1      | Winrich Kolbe    | Ira Steven Behr & Robert Hewitt Wolfe                                             | 17 de abril de 1995     |
| Sisko é convencido por um O'Brien do Universo-Espelho (Star Trek) a assumir o papel do falecido Capitão Sisko.                                                                        |    |                             |              |                  |                                                                                   |                         |
| 66 | 20 | "Improbable Cause"          | 48620.3      | Avery Brooks     | René Echevarria (Roteiro) Robert Lederman & David R. Long (História)              | 24 de abril de 1995     |
| A alfaiataria de Garak é alvo de um ataque à bomba, forçando Odo a investigar quem está tentando matar o exilado cardassiano—e por quê.                                               |    |                             |              |                  |                                                                                   |                         |
| 67 | 21 | "The Die Is Cast"           | 48622.5      | David Livingston | Ronald D. Moore                                                                   | 1 de maio de 1995       |
| Garak relutantemente tortura Odo para provar sua lealdade à seu antigo mentor como parte de um ataque conjunto Tal Shiar/Ordem Obsidiana nos Fundadores.                              |    |                             |              |                  |                                                                                   |                         |
| 68 | 22 | "Explorers"                 | 48699.9      | Cliff Bole       | René Echevarria (Roteiro) Hilary J. Bader (História)                              | 8 de maio de 1995       |
| Sisko constrói uma réplica de uma antiga nave bajoriana e, com Jake, tenta provar que os bajorianos desenvolveram a viagem interestelar antes dos cardassianos.                       |    |                             |              |                  |                                                                                   |                         |
| 69 | 23 | "Family Business"           | 48731.2      | René Auberjonois | Ira Steven Behr & Robert Hewitt Wolfe                                             | 15 de maio de 1995      |
| Quark retorna para seu planeta natal para confrontar sua mãe depois de saber da Autoridade Ferengi de Comércio que ela quebrou a lei ao ganhar lucro.                                 |    |                             |              |                  |                                                                                   |                         |
| 70 | 24 | "Shakaar"                   | 48764.8      | Jonathan West    | Gordon Dawson                                                                     | 22 de maio de 1995      |
| Kai Winn precisa de Kira para convencer seu antigo líder de resistência, agora um fazendeiro em Bajor, a devolver dispositivos que são necessários em outro lugar.                    |    |                             |              |                  |                                                                                   |                         |
| 71 | 25 | "Facets"                    | 48959.1      | Cliff Bole       | René Echevarria                                                                   | 12 de junho de 1995     |
| Jadzia Dax lida com sentimentos de inferioridade quando ela encontra antigos hospedeiros em uma cerimônia trill.                                                                      |    |                             |              |                  |                                                                                   |                         |
| 72 | 26 | "The Adversary"             | 48962.5      | Alexander Singer | Ira Steven Behr & Robert Hewitt Wolfe                                             | 19 de junho de 1995     |
| Um metamorfo sabota a USS Defiant e tenta iniciar uma guerra no Quadrante Alfa, facilitando uma invasão dos Dominion.                                                                 |    |                             |              |                  |                                                                                   |                         |

### 4.ª Temporada: 1995-1996
| № | #   | Título                   | Data Estelar | Diretor          | Roteirista(s)                                                                              | Exibição                |
| --- | --- | ------------------------ | ------------ | ---------------- | ------------------------------------------------------------------------------------------ | ----------------------- |
| 73–74 | 1–2 | "The Way of the Warrior" | 49011.4      | James L. Conway  | Ira Steven Behr & Robert Hewitt Wolfe                                                      | 2 de outubro de 1995    |
| Uma frota klingon chega para expandir o Império Klingon diante da ameaça dos Dominion, e Worf é trazido para a Deep Space Nine para negociar.                                                                                    |     |                          |              |                  |                                                                                            |                         |
| 75 | 3   | "The Visitor"            | 49037.7      | David Livingston | Michael Taylor                                                                             | 9 de outubro de 1995    |
| Um idoso Jake Sisko conta a história de como ele perdeu seu pai em um acidente de deslocamento temporal. |     |                          |              |                  |                                                                                            |                         |
| 76 | 4   | "Hippocratic Oath"       | 49066.5      | René Auberjonois | Lisa Klink (Roteiro) Nicholas Corea & Lisa Klink (História)                                | 16 de outubro de 1995   |
| Bashir ajuda um grupo de Jem'Hadar a superar seu vício em Ketracel Branco. |     |                          |              |                  |                                                                                            |                         |
| 77 | 5   | "Indiscretion"           | 49122.4      | LeVar Burton     | Toni Marberry & Jack Trevino (Roteiro) Nicholas Corea (História)                           | 23 de outubro de 1995   |
| Forçada a levar Dukat em uma missão pessoal, Kira descobre o verdadeiro motivo de seu antigo inimigo querer acompanhá-la. |     |                          |              |                  |                                                                                            |                         |
| 78 | 6   | "Rejoined"               | 49195.5      | Avery Brooks     | René Echevarria & Ronald D. Moore (Roteiro) René Echevarria (História)                     | 30 de outubro de 1995   |
| Dax reencontra com um antigo companheiro de um de seus hospedeiros, e os dois lutam contra seus sentimentos. |     |                          |              |                  |                                                                                            |                         |
| 79 | 7   | "Starship Down"          | 49263.5      | Alexander Singer | David Mack & John J. Ordover                                                               | 6 de novembro de 1995   |
| A USS Defiant fica presa na volátil atmosfera de um planeta depois de uma batalha com os Jem'Hadar. |     |                          |              |                  |                                                                                            |                         |
| 80 | 8   | "Little Green Men"       | 49201.3      | James L. Conway  | Ira Steven Behr & Robert Hewitt Wolfe (Roteiro) Toni Marberry & Jack Trevino (História)    | 13 de novembro de 1995  |
| Quark, Rom e Nog são acidentalmente enviados no passado até Roswell, Novo México, Terra em 1947. |     |                          |              |                  |                                                                                            |                         |
| 81 | 9   | "The Sword of Kahless"   | 49263.5      | LeVar Burton     | Hans Beimler (Roteiro) Richard Danus (História)                                            | 20 de novembro de 1995  |
| Worf, Dax e um reverenciado guerreiro klingon, Kor, procuram a Espada de Kahless para unir o Império Kligon. |     |                          |              |                  |                                                                                            |                         |
| 82 | 10  | "Our Man Bashir"         | 49300.7      | Winrich Kolbe    | Ronald D. Moore (Roteiro) Bob Gillan (História)                                            | 27 de novembro de 1995  |
| Bashir interpreta um agente secreto da década de 1960 na holosuíte, porém quando ela é usada em uma amergência para armazenar os padrões do transporte de alguns membros da tripulação, ele deve fazer decisões de vida e morte. |     |                          |              |                  |                                                                                            |                         |
| 83 | 11  | "Homefront"              | 49170.6      | David Livingston | Ira Steven Behr & Robert Hewitt Wolfe                                                      | 1 de janeiro de 1996    |
| Sisko e Odo são levados à Terra quando se suspeita de que os metamorfos estão se infltrando na Frota Estelar. |     |                          |              |                  |                                                                                            |                         |
| 84 | 12  | "Paradise Lost"          | 49482.3      | Reza Badiyi      | Ira Steven Behr & Hans Beimler (Roteiro) Ronald D. Moore (História)                        | 8 de janeiro de 1996    |
| Enquanto Sisko e Odo) se preparam para uma invasão dos Dominion, eles descobrem uma trama para colocar a Federação sob comando militar.                                                                                          |     |                          |              |                  |                                                                                            |                         |
| 85 | 13  | "Crossfire"              | 49517.3      | Les Landau       | René Echevarria                                                                            | 29 de janeiro de 1996   |
| Os sentimentos de Odo por Kira começam a vir à tona quando o Primeiro Ministro de Bajor começa a cortejá-la. |     |                          |              |                  |                                                                                            |                         |
| 86 | 14  | "Return to Grace"        | 49534.2      | Jonathan West    | Hans Beimler (Roteiro) Tom Benko (História)                                                | 5 de fevereiro de 1996  |
| Dukat pede ajuda à Kira para reconquistar sua patente no Império Cardassiano. |     |                          |              |                  |                                                                                            |                         |
| 87 | 15  | "Sons of Mogh"           | 49556.2      | David Livingston | Ronald D. Moore                                                                            | 12 de fevereiro de 1996 |
| Expulsado da sociedade klingon, Kurn, irmão de Worf, chega na Deep Space Nine e pede para seu irmão matá-lo. |     |                          |              |                  |                                                                                            |                         |
| 88 | 16  | "Bar Association"        | 49565.1      | LeVar Burton     | Ira Steven Behr & Robert Hewitt Wolfe (Roteiro) Barbara J. Lee & Jenifer A. Lee (História) | 19 de fevereiro de 1996 |
| Rom cria um sindicato para os empregados de Quark e inicia uma greve. |     |                          |              |                  |                                                                                            |                         |
| 89 | 17  | "Accession"              | 49600.7      | Les Landau       | Jane Espenson                                                                              | 26 de fevereiro de 1996 |
| Uma famoso poeta bajoriano, que desapareceu há 200 anos, aparece do buraco de minhoca e convence Sisko que ele é o verdadeiro emissário.                                                                                         |     |                          |              |                  |                                                                                            |                         |
| 90 | 18  | "Rules of Engagement"    | 49665.3      | LeVar Burton     | Ronald D. Moore (Roteiro) Bradley Thompson & David Weddle (História)                       | 8 de abril de 1996      |
| Worf acidentalmente destrói uma nave civil durante uma batalha e enfrenta um julgamento para determinar se ele deve ser extraditado para o Império Klingon.                                                                      |     |                          |              |                  |                                                                                            |                         |
| 91 | 19  | "Hard Time"              | 49680.5      | Alexander Singer | Robert Hewitt Wolfe (Roteiro) Daniel Keys Moran & Lynn Barker (História)                   | 15 de abril de 1996     |
| O'Brien é encarcerado por 20 anos em uma planeta alienígena por espionagem. Entretanto, a experiência foi implantada em sua mente, e ele luta para se reajustar a sua vida na estação.                                           |     |                          |              |                  |                                                                                            |                         |
| 92 | 20  | "Shattered Mirror"       | 49699.1      | James L. Conway  | Ira Steven Behr & Hans Beimler                                                             | 22 de abril de 1996     |
| Sisko tenta resgatar Jake depois dele ter sido atraído até o Universo Espelho pela contraparte viva de sua mãe. |     |                          |              |                  |                                                                                            |                         |
| 93 | 21  | "The Muse"               | Desconhecida | David Livingston | René Echevarria (Roteiro) René Echevarria & Majel Barrett (História)                       | 29 de abril de 1996     |
| Uma misteriosa mulher ajuda Jake com seu livro, enquanto Odo ajuda uma grávida Lwaxana Troi. |     |                          |              |                  |                                                                                            |                         |
| 94 | 22  | "For the Cause"‡         | Desconhecida | James L. Conway  | Ronald D. Moore (Roteiro) Mark Geherd-O'Connell (História)                                 | 6 de maio de 1996       |
| Sisko descobre que sua namorada, Kasidy, pode ser uma traficante dos Maquis. |     |                          |              |                  |                                                                                            |                         |
| 95 | 23  | "To the Death"‡          | 49904.2      | LeVar Burton     | Ira Steven Behr & Robert Hewitt Wolfe                                                      | 13 de maio de 1996      |
| Sisko e a tripulação da Defiant se juntam aos Jem'Hadar para impedir que um grupo de Jem'Hadar renegados conquiste o poder. |     |                          |              |                  |                                                                                            |                         |
| 96 | 24  | "The Quickening"         | 49909.7      | René Auberjonois | Naren Shankar                                                                              | 20 de maio de 1996      |
| Bashir tenta libertar uma população de um planeta do Quadrante Gama de uma doença deixada pelos Dominion 200 anos antes. |     |                          |              |                  |                                                                                            |                         |
| 97 | 25  | "Body Parts"             | 49930.3      | Avery Brooks     | Hans Beimler (Roteiro) Louis P. DeSantis & Robert J. Bolivar (História)                    | 10 de junho de 1996     |
| Quark é diagnosticado com uma doença terminal e vende as partes de seu corpo para as Futuras Trocas Ferengis. |     |                          |              |                  |                                                                                            |                         |
| 98 | 26  | "Broken Link"‡           | 49962.4      | Les Landau       | Ira Steven Behr & Robert Hewitt Wolfe (Roteiro) George A. Brozak (História)                | 17 de junho de 1996     |
| Odo é forçado a retornar para o seu povo e ser julgado pela morte de um deles. |     |                          |              |                  |                                                                                            |                         |

### 5.ª Temporada: 1996-1997
| № | #  | Título                                         | Data Estelar | Diretor                | Roteirista(s)                                                                                              | Exibição                |
| --- | -- | ---------------------------------------------- | ------------ | ---------------------- | --- | ----------------------- |
| 99 | 1  | "Apocalypse Rising"‡                           | Desconhecida | James L. Conway        | Ira Steven Behr & Robert Hewitt Wolfe                                                                      | 30 de setembro de 1996  |
| A Frota Estelar volta-se para Sisko para expor um metamorfo infiltrado no Império Klingon.                                     |    |                                                |              |                        | |                         |
| 100 | 2  | "The Ship"                                     | 50049.3      | Kim Friedman           | Hans Beimler (Roteiro) Pam Wigginton & Rick Cason (História)                                               | 7 de outubro de 1996    |
| Sisko reivindica os direitos de salvamento de uma nave Jem'Hadar.                                                              |    |                                                |              |                        | |                         |
| 101 | 3  | "Looking for par'Mach in All the Wrong Places" | Desconhecida | Andrew J. Robinson     | Ronald D. Moore                                                                                            | 14 de outubro de 1996   |
| Worf ajuda Quark a cortejar Grilka, sua ex-esposa klingon.                                                                     |    |                                                |              |                        | |                         |
| 102 | 4  | "...Nor the Battle to the Strong"              | Desconhecida | Kim Friedman           | René Echevarria (Roteiro) Brice R. Parker (História)                                                       | 21 de outubro de 1996   |
| Jake Sisko descobre sobre os horrores da guerra.                                                                               |    |                                                |              |                        | |                         |
| 103 | 5  | "The Assignment"                               | Desconhecida | Allan Kroeker          | Bradley Thompson & David Weddle (Roteiro) Robert Lederman & David R. Long (História)                       | 28 de outubro de 1996   |
| Keiko é possuida por um Pah-wraith perverso.                                                                                   |    |                                                |              |                        | |                         |
| 104 | 6  | "Trials and Tribble-ations"                    | 4523.7       | Jonathan West          | Ronald D. Moore & René Echevarria (Roteiro) Ira Steven Behr, Hans Beimler & Robert Hewitt Wolfe (História) | 4 de novembro de 1996   |
| Sisko e a tripulação voltam no tempo para salvar o Capitão Kirk de uma bomba disfarçada como um pingo.                         |    |                                                |              |                        | |                         |
| 105 | 7  | "Let He Who Is Without Sin..."                 | Desconhecida | René Auberjonois       | Ira Steven Behr & Robert Hewitt Wolfe                                                                      | 11 de novembro de 1996  |
| Um líder fundamentalista prega que Risa está corrompendo a Federação.                                                          |    |                                                |              |                        | |                         |
| 106 | 8  | "Things Past"                                  | Desconhecida | LeVar Burton           | Michael Taylor                                                                                             | 18 de novembro de 1996  |
| Sisko, Odo, Dax e Garak vão parar na Terok Nor durante a ocupação cardassiana em Bajor.                                        |    |                                                |              |                        | |                         |
| 107 | 9  | "The Ascent"                                   | Desconhecida | Allan Kroeker          | Ira Steven Behr & Robert Hewitt Wolfe                                                                      | 25 de novembro de 1996  |
| Depois de um pouso de emergência em um planeta, Quark e Odo devem escalar uma montanha para chamar ajuda.                      |    |                                                |              |                        | |                         |
| 108 | 10 | "Rapture"                                      | Desconhecida | Jonathan West          | L. J. Strom & Hans Beimler                                                                                 | 30 de dezembro de 1996  |
| Um acidente faz Sisko ter visões proféticas.                                                                                   |    |                                                |              |                        | |                         |
| 109 | 11 | "The Darkness and the Light"                   | 50416.2      | Mike Vejar             | Ronald D. Moore (Roteiro) Bryan Fuller (História)                                                          | 6 de janeiro de 1997    |
| Alguém tem assassinado os amigos de Kira e ela pode ser a próxima.                                                             |    |                                                |              |                        | |                         |
| 110 | 12 | "The Begotten"                                 | Desconhecida | Jesús Salvador Treviño | René Echevarria                                                                                            | 27 de janeiro de 1997   |
| Quando Quark descobre uma criança metamorfa, ela tem um profundo efeito em Odo. Enquanto isso, Kira dá à luz um menino.        |    |                                                |              |                        | |                         |
| 111 | 13 | "For the Uniform"‡                             | 50485.2      | Victor Lobl            | Peter Allan Fields                                                                                         | 3 de fevereiro de 1997  |
| Michael Eddington retorna e Sisko fica obcecado em capturá-lo.                                                                 |    |                                                |              |                        | |                         |
| 112 | 14 | "In Purgatory's Shadow"                        | Desconhecida | Gabrielle Beaumont     | Ira Steven Behr & Robert Hewitt Wolfe                                                                      | 10 de fevereiro de 1997 |
| Worf e Garak viajam até o Quadrante Gama para investigar uma messagem cardassiana codificada.                                  |    |                                                |              |                        | |                         |
| 113 | 15 | "By Inferno's Light"                           | 50564.2      | Les Landau             | Ira Steven Behr & Robert Hewitt Wolfe                                                                      | 17 de fevereiro de 1997 |
| Gul Dukat alia os cardassianos com os Dominion. A estação deve lidar com um agente infiltrado.                                 |    |                                                |              |                        | |                         |
| 114 | 16 | "Doctor Bashir, I Presume?"                    | Desconhecida | David Livingston       | Ronald D. Moore & Jimmy Diggs                                                                              | 24 de fevereiro de 1997 |
| Bashir é selecionado para ser o modelo de um holograma médico, até um segredo de sua família ser revelado.                     |    |                                                |              |                        | |                         |
| 115 | 17 | "A Simple Investigation"                       | Desconhecida | John T. Kretchmer      | René Echevarria                                                                                            | 31 de março de 1997     |
| Odo se apaixona por uma mulher do Sindicato Orion.                                                                             |    |                                                |              |                        | |                         |
| 116 | 18 | "Business as Usual"                            | Desconhecida | Alexander Siddig       | Bradley Thompson & David Weddle                                                                            | 7 de abril de 1997      |
| Quark se envolve com um grupo de traficantes de armas.                                                                         |    |                                                |              |                        | |                         |
| 117 | 19 | "Ties of Blood and Water"                      | 50712.5      | Avery Brooks           | Robert Hewitt Wolfe (Roteiro) Edmund Newton & Robbin L. Slocum (História)                                  | 14 de abril de 1997     |
| Tekeny Ghemor chega na Deep Space Nine e revela que está morrendo.                                                             |    |                                                |              |                        | |                         |
| 118 | 20 | "Ferengi Love Songs"                           | Desconhecida | René Auberjonois       | Ira Steven Behr & Hans Beimler                                                                             | 21 de maio de 1997      |
| Quark retorna para casa e descobre que Moogie tem um amante secreto.                                                           |    |                                                |              |                        | |                         |
| 119 | 21 | "Soldiers of the Empire"                       | Desconhecida | LeVar Burton           | Ronald D. Moore                                                                                            | 28 de abril de 1997     |
| Martok, Worf e Dax saem em uma missão abordo de uma nave klingon.                                                              |    |                                                |              |                        | |                         |
| 120 | 22 | "Children of Time"                             | 50814.2      | Allan Kroeker          | René Echevarria (Roteiro) Hary Holland & Ethan H. Calk (História)                                          | 5 de maio de 1997       |
| Um acidente faz a tripulação se encontrar com seus descendentes, criando um dilema ético.                                      |    |                                                |              |                        | |                         |
| 121 | 23 | "Blaze of Glory"                               | Desconhecida | Kim Friedman           | Ira Steven Behr & Robert Hewitt Wolfe                                                                      | 12 de maio de 1997      |
| Um desesperado ato dos Maquis pode fazer a Federação entrar em guerra.                                                         |    |                                                |              |                        | |                         |
| 122 | 24 | "Empok Nor"                                    | Desconhecida | Mike Vejar             | Bryan Fuller & Hans Beimler                                                                                | 19 de maio de 1997      |
| A tripulação vai para a estação irmã da Deep Space Nine, a Empok Nor, para salvar componentes.                                 |    |                                                |              |                        | |                         |
| 123 | 25 | "In the Cards"                                 | Desconhecida | Michael Dorn           | Ronald D. Moore (Roteiro) Truly Barr Clark & Scott J. Neal (História)                                      | 9 de junho de 1997      |
| Jake quer dar um presente para seu pai para animá-lo.                                                                          |    |                                                |              |                        | |                         |
| 124 | 26 | "Call to Arms"‡                                | 50975.2      | Allan Kroeker          | Ira Steven Behr & Robert Hewitt Wolfe                                                                      | 16 de junho de 1997     |
| Diante da percepção de que os Dominion estão conquistando o Quadrante Alfa, Sisko decide minar a entrada do buraco de minhoca. |    |                                                |              |                        | |                         |

### 6.ª Temporada: 1997-1998
| № | #  | Título                              | Data Estelar | Diretor                | Roteirista(s)                                                                              | Exibição                |
| --- | -- | ----------------------------------- | ------------ | ---------------------- | ------------------------------------------------------------------------------------------ | ----------------------- |
| 125 | 1  | "A Time to Stand"‡                  | Desconhecida | Allan Kroeker          | Ira Steven Behr & Hans Beimler                                                             | 29 de setembro de 1997  |
| Três meses após o início da guerra, a Deep Space Nine ainda está sob o controle dos Dominion. Sisko e sua tripulação recebem a missão de destruir uma importante instalação dentro do espaço Dominion. |    |                                     |              |                        |                                                                                            |                         |
| 126 | 2  | "Rocks and Shoals"                  | 51107.2      | Mike Vejar             | Ronald D. Moore                                                                            | 6 de outubro de 1997    |
| Sisko e sua tripulação caem em um planeta e encontram um grupo de Jem'Hadar. |    |                                     |              |                        |                                                                                            |                         |
| 127 | 3  | "Sons and Daughters"                | Desconhecida | Jesús Salvador Treviño | Bradley Thompson & David Weddle                                                            | 13 de outubro de 1997   |
| Enquanto viaja na nave do General Martok, Worf se reencontra com seu filho, Alexander. |    |                                     |              |                        |                                                                                            |                         |
| 128 | 4  | "Behind the Lines"                  | 51149.5      | LeVar Burton           | René Echevarria                                                                            | 20 de outubro de 1997   |
| Sisko cria um arriscado plano para inutilizar um conjunto de sensores Dominion, enquanto que na estação, Kira, Jake, Rom e Odo tentam minar a Aliança Cardassia/Dominion. |    |                                     |              |                        |                                                                                            |                         |
| 129 | 5  | "Favor the Bold"                    | Desconhecida | Winrich Kolbe          | Ira Steven Behr & Hans Beimler                                                             | 27 de outubro de 1997   |
| Descobrindo que milhares de forças Dominion estão se reunindo no Quadrante Gama, Sisko inicia um plano para reconquistar a Deep Space Nine e proteger o buraco de minhoca antes que um campo de minas seja detonado. A lealdade de Odo é colocada à prova e ele fica dividido entre a metamorfa fêmea e Kira. |    |                                     |              |                        |                                                                                            |                         |
| 130 | 6  | "Sacrifice of Angels"‡              | Desconhecida | Allan Kroeker          | Ira Steven Behr & Hans Beimler                                                             | 3 de novembro de 1997   |
| Sisko comanda a Defiant e 600 outras naves da Federação contra uma armada Cardassiana/Dominion para reconquistar a Deep Space Nine |    |                                     |              |                        |                                                                                            |                         |
| 131 | 7  | "You Are Cordially Invited..."      | 51247.5      | David Livingston       | Ronald D. Moore                                                                            | 10 de novembro de 1997  |
| A matriarca da Casa de Martok desafia o casamento de Worf e Dax. |    |                                     |              |                        |                                                                                            |                         |
| 132 | 8  | "Resurrection"                      | Desconhecida | LeVar Burton           | Michael Taylor                                                                             | 17 de novembro de 1997  |
| A contraparte do Universo Espelho do falecido amor de Kira, Vedek Bareil, a leva como refém na Deep Space Nine fugindo de uma lainça perversa de seu universo. |    |                                     |              |                        |                                                                                            |                         |
| 133 | 9  | "Statistical Probabilities"         | Desconhecida | Anson Williams         | René Echevarria (Roteiro) Pam Pietroforte (História)                                       | 24 de novembro de 1997  |
| Bashir ajuda um grupo de humanos geneticamente modificados a ser de alguma ajuda para a Federação. |    |                                     |              |                        |                                                                                            |                         |
| 134 | 10 | "The Magnificent Ferengi"           | Desconhecida | Chip Chalmers          | Ira Steven Behr & Hans Beimler                                                             | 1 de janeiro de 1998    |
| Quark monta uma missão de resgate quando sua mãe, Ishka, é capturada pelos Dominion e Grande Nagus Zek oferece uma recompensa por sua volta. |    |                                     |              |                        |                                                                                            |                         |
| 135 | 11 | "Waltz"                             | 51413.6      | René Auberjonois       | Ronald D. Moore                                                                            | 8 de janeiro de 1998    |
| Sisko se encontra com o antigo líder cardassiano, Gul Dukat, agora um prisioneiro, enquanto ele espera uma investigação sobre crimes de guerra. |    |                                     |              |                        |                                                                                            |                         |
| 136 | 12 | "Who Mourns for Morn?"              | Desconhecida | Victor Lobl            | Mark Gehred-O'Connell                                                                      | 4 de fevereiro de 1998  |
| Morn é morto em uma tempestade iônica e Sisko informa Quark de que Morn deixou todas as suas propriedades para ele. |    |                                     |              |                        |                                                                                            |                         |
| 137 | 13 | "Far Beyond the Stars"              | Desconhecida | Avery Brooks           | Ira Steven Behr & Hans Beimler (Roteiro) Marc Scott Zicree (História)                      | 11 de fevereiro de 1998 |
| Depois da nave de um amigo ser destruída, Sisko considera sair da Frota Estelar. Visões de si mesmo como um escritor de ficção científica da década de 1950 afetam sua decisão. |    |                                     |              |                        |                                                                                            |                         |
| 138 | 14 | "One Little Ship"                   | 51474.2      | Allan Kroeker          | Bradley Thompson & David Weddle                                                            | 18 de fevereiro de 1998 |
| Dax, O'Brien e Bashir entram em uma nave auxiliar que é encolida até 10 cm de comprimento para investigar um fenômeno subespacial. |    |                                     |              |                        |                                                                                            |                         |
| 139 | 15 | "Honor Among Thieves"               | Desconhecida | Allan Eastman          | René Echevarria & Philip Kim                                                               | 25 de fevereiro de 1998 |
| A Inteligência da Frota Estelar recruta O'Brien para se infiltrar no Sindicato Orion para incontrar um informante. |    |                                     |              |                        |                                                                                            |                         |
| 140 | 16 | "Change of Heart"                   | 51597.2      | David Livingston       | Ronald D. Moore                                                                            | 4 de março de 1998      |
| Quando Jadzia Dax é severamente ferida em uma missão, Worf deve escolher entrer salvar sua esposa e completar sua missão. |    |                                     |              |                        |                                                                                            |                         |
| 141 | 17 | "Wrongs Darker Than Death or Night" | Desconhecida | Jonathan West          | Ira Steven Behr & Hans Beimler                                                             | 1 de abril de 1998      |
| Quando Dukar revela que a mãe de Kira era na verdade sua amante, Kira usa uma Orbe do Tempo bajorianos para descobrir a verdade. |    |                                     |              |                        |                                                                                            |                         |
| 142 | 18 | "Inquisition"                       | Desconhecida | Michael Dorn           | Bradley Thompson & David Weddle                                                            | 8 de abril de 1998      |
| Bashir é acusado de, sem saber, espionar para os Dominion. |    |                                     |              |                        |                                                                                            |                         |
| 143 | 19 | "In the Pale Moonlight"‡            | 51721.3      | Victor Lobl            | Michael Taylor (Roteiro) Peter Allan Fields (História)                                     | 15 de abril de 1998     |
| Sisko pede a Garak para ajudá-lo a fazer os romulanos entrarem na guerra contra os Dominion. |    |                                     |              |                        |                                                                                            |                         |
| 144 | 20 | "His Way"                           | Desconhecida | Allan Kroeker          | Ira Steven Behr & Hans Beimler                                                             | 22 de abril de 1998     |
| Odo consulta um cantor holográfico sobre seu relacionamento com Kira. |    |                                     |              |                        |                                                                                            |                         |
| 145 | 21 | "The Reckoning"                     | Desconhecida | Jesús Salvador Treviño | Bradley Thompson & David Weddle (Roteiro) Harry Werksman & Gabrielle G. Stanton (História) | 29 de abril de 1998     |
| Sisko é chamado até Bajor quando uma antiga peça para o Emissário é encontrada. |    |                                     |              |                        |                                                                                            |                         |
| 146 | 22 | "Valiant"                           | 51825.4      | Mike Vejar             | Ronald D. Moore                                                                            | 6 de maio de 1998       |
| Jake e Nog são atacados por um grupo de Jem'Hadar e são resgatados por uma nave tripulada por cadetes da Frota. |    |                                     |              |                        |                                                                                            |                         |
| 147 | 23 | "Profit and Lace"                   | Desconhecida | Alexander Siddig       | Ira Steven Behr & Hans Beimler                                                             | 13 de maio de 1998      |
| Quark ajuda Zek quando seu cargo de Grande Nagus é ameaçado ao propor direitos iguais para as mulheres ferengi. |    |                                     |              |                        |                                                                                            |                         |
| 148 | 24 | "Time's Orphan"                     | Desconhecida | Allan Kroeker          | Bradley Thompson & David Weddle (Roteiro) Joe Menosky (História)                           | 20 de maio de 1998      |
| Molly O'Brien desaparece em um vórtice temporal e retorna como uma feroz garota de 18 anos, levando vários problemas para seus pais. |    |                                     |              |                        |                                                                                            |                         |
| 149 | 25 | "The Sound of Her Voice"            | 51948.3      | Winrich Kolbe          | Ronald D. Moore (Roteiro) Pam Pietroforte (História)                                       | 10 de junho de 1998     |
| A Defiant capta um sinal de socorro da Capitão Lisa Cusak, cuja nave de escapa caiu em um planeta remoto após a destruição de sua nave. |    |                                     |              |                        |                                                                                            |                         |
| 150 | 26 | "Tears of the Prophets"‡            | Desconhecida | Allan Kroeker          | Ira Steven Behr & Hans Beimler                                                             | 17 de junho de 1998     |
| O Comando da Frota Estelar inicia uma ofensiva contra os Dominion, e Sisko é escolhido para liderar a invasão de Cardassia, porém a Aliança Cardassia/Dominion secretamente reforçou as fronteiras. |    |                                     |              |                        |                                                                                            |                         |

### 7.ª Temporada: 1998-1999
| № | #     | Título                                  | Data Estelar | Diretor          | Roteirista(s)                                                             | Exibição                |
| --- | ----- | --------------------------------------- | ------------ | ---------------- | ------------------------------------------------------------------------- | ----------------------- |
| 151 | 1     | "Image in the Sand"‡                    | Desconhecida | Les Landau       | Ira Steven Behr & Hans Beimler                                            | 30 de setembro de 1998  |
| Com o buraco de minhoca destruído, Sisko luta para contatar os Profetas, Kira abre um hospital militar romulano e uma nova Dax aparece. |       |                                         |              |                  |                                                                           |                         |
| 152 | 2     | "Shadows and Symbols"                   | 52152.6      | Allan Kroeker    | Ira Steven Behr & Hans Beimler                                            | 7 de outubro de 1998    |
| A procura de Sisko o leva até a verdade sobre sua existência enquanto Kira cria um bloqueio contra os romulanos. |       |                                         |              |                  |                                                                           |                         |
| 153 | 3     | "Afterimage"                            | Desconhecida | Les Landau       | René Echevarria                                                           | 14 de outubro de 1998   |
| Todos que conheciam Jadzia Dax reagem fortemente a presença de Ezri Dax, particularmente Worf. |       |                                         |              |                  |                                                                           |                         |
| 154 | 4     | "Take Me Out to the Holosuite"          | Desconhecida | Chip Chalmers    | Ronald D. Moore                                                           | 21 de outubro de 1998   |
| Sisko deve treinar sua tripulação para jogar basebol quando um grupo de vulcanos os desafiam. |       |                                         |              |                  |                                                                           |                         |
| 155 | 5     | "Chrysalis"                             | Desconhecida | Jonathan West    | René Echevarria                                                           | 28 de outubro de 1998   |
| Bashir se apaixona por uma paciente que ele tirou do estado catatônico. |       |                                         |              |                  |                                                                           |                         |
| 156 | 6     | "Treachery, Faith, and the Great River" | Desconhecida | Steve Posey      | Bradley Thompson & David Weddle (Roteiro) Philip Kim (História)           | 4 de novembro de 1998   |
| Um desertor vorta dá a Odo uma informação valiosa em troca de asilo. |       |                                         |              |                  |                                                                           |                         |
| 157 | 7     | "Once More Unto the Breach"             | Desconhecida | Allan Kroker     | Ronald D. Moore                                                           | 11 de novembro de 1998  |
| Worf encontra uma batalha para Kor, um antigo herói klingon. |       |                                         |              |                  |                                                                           |                         |
| 158 | 8     | "The Siege of AR-558"‡                  | Desconhecida | Winrich Kolbe    | Ira Steven Behr & Hans Beimler                                            | 18 de novembro de 1998  |
| Sisko e a tripulação substituem tropas da Frota Estelar sob cerco dos Jem'Hadar em um posto de comunicações. |       |                                         |              |                  |                                                                           |                         |
| 159 | 9     | "Covenant"                              | Desconhecida | John Kretchmer   | René Echevarria                                                           | 25 de novembro de 1998  |
| Dukat, agora um líder religioso, toma Kira como refém. |       |                                         |              |                  |                                                                           |                         |
| 160 | 10    | "It's Only a Paper Moon"                | 52235.7      | Anson Williams   | Ronald D. Moore (Roteiro) David Mack & John J. Ordover (História)         | 30 de dezembro de 1998  |
| Nog se desvincula da realidade e começa a viver com Vic Fontaine. |       |                                         |              |                  |                                                                           |                         |
| 161 | 11    | "Prodigal Daughter"                     | Desconhecida | Victor Lobl      | Bradley Thompson & David Weddle                                           | 6 de janeiro de 1999    |
| Ezri vai para Nova Sidney para encontrar O'Brien e descobre alguns segredos de família |       |                                         |              |                  |                                                                           |                         |
| 162 | 12    | "The Emperor's New Cloak"               | Desconhecida | LeVar Burton     | Ira Steven Behr & Hans Beimler                                            | 3 de fevereiro de 1999  |
| Quark e Rom vão para uma realidade alternativa para resgatar o Grande Nagus Zek. |       |                                         |              |                  |                                                                           |                         |
| 163 | 13    | "Field of Fire"                         | Desconhecida | Tony Dow         | Robert Hewitt Wolfe                                                       | 10 de fevereiro de 1999 |
| Ezri chama uma encarnação homicida de Dax para entender a mente de um assassino para tentar resolver crimes rescentes. |       |                                         |              |                  |                                                                           |                         |
| 164 | 14    | "Chimera"                               | Desconhecida | Steve Posey      | René Echevarria                                                           | 17 de fevereiro de 1999 |
| Um metamorfo peda à Odo que ele deixe a estação e vá com ele em uma busca de outros metamorfos. |       |                                         |              |                  |                                                                           |                         |
| 165 | 15    | "Badda-Bing Badda-Bang"                 | Desconhecida | Mike Vejar       | Ira Steven Behr & Hans Beimler                                            | 24 de fevereiro de 1999 |
| A tripulação tenta ajudar Vic Fontaine quando um mafioso compra seu hotel |       |                                         |              |                  |                                                                           |                         |
| 166 | 16    | "Inter Arma Enim Silent Leges"          | Desconhecida | David Livingston | Ronald D. Moore                                                           | 3 de março de 1999      |
| Enquanto comparece a uma conferência diplomática em Romulus, Bashir se torna um peão involuntário da Seção 31. |       |                                         |              |                  |                                                                           |                         |
| 167 | 17    | "Penumbra"                              | 52576.2      | Steve Posey      | René Echevarria                                                           | 7 de abril de 1999      |
| Dax procura um desaparecido Worf enquanto Sisko planeja se casar com Kasidy. |       |                                         |              |                  |                                                                           |                         |
| 168 | 18    | "'Till Death Do Us Part"                | Desconhecida | Winrich Kolbe    | Bradley Thompson & David Weddle                                           | 14 de abril de 1999     |
| Capturados pelos breen, Dax e Worf passam por uma tortura mental. Disfarçado como um bajoriano, Dukat tenta converter Kai Winn a venerar os Pah-Wraiths.                                                                                                 |       |                                         |              |                  |                                                                           |                         |
| 169 | 19    | "Strange Bedfellows"                    | Desconhecida | René Auberjonois | Ronald D. Moore                                                           | 21 de abril de 1999     |
| A aliança entre Dominion e os breen prova-se ser devastadora para a Federação. Dax e Worf são sentenciados a morte em Cardassia. |       |                                         |              |                  |                                                                           |                         |
| 170 | 20    | "The Changing Face of Evil"‡            | Desconhecida | Mike Vejar       | Ira Steven Behr & Hans Beimler                                            | 28 de abril de 1999     |
| A guerra chega em um momento crucial quando os Dominion reassumem o sistema Chin'Toka. Enquanto isso, Winn descobre que Dukar planeja libertar os Pah-Wraiths.                                                                                           |       |                                         |              |                  |                                                                           |                         |
| 171 | 21    | "When It Rains..."‡                     | Desconhecida | Michael Dorn     | René Echevarria (Roteiro) René Echevarria & Spike Steingasser (História)  | 5 de maio de 1999       |
| Sisko ordena que Kira treine a resistência cardassiana em tática enquanto a rebelião de Damar cresce; ao mesmo tempo, Bashir faz uma descoberta sobre a doença que aflinge os metamorfos.                                                                |       |                                         |              |                  |                                                                           |                         |
| 172 | 22    | "Tacking Into the Wind"‡                | Desconhecida | Mike Vejar       | Ronald D. Moore                                                           | 12 de maio de 1999      |
| Kira cria um plano para roubar uma arma breen e Worf investiga uma mudança de poder no Império Klingon. |       |                                         |              |                  |                                                                           |                         |
| 173 | 23    | "Extreme Measures"‡                     | 52645.7      | Steve Posey      | Bradley Thompson & David Weddle                                           | 19 de maio de 1999      |
| Bashir e O'Brien devem entrar na mente do homem que conhece a cura de Odo. |       |                                         |              |                  |                                                                           |                         |
| 174 | 24    | "The Dogs of War"‡                      | 52861.3      | Avery Brooks     | Ronald D. Moore & René Echevarria (Roteiro) Peter Allan Fields (História) | 26 de maio de 1999      |
| A rebelião é destruída enquanto Kira, Garak e Damar escapam de uma emboscada Dominion em Cardassia. Grande Nagus Zek diz a Quark que ele será seu sucessor.                                                                                              |       |                                         |              |                  |                                                                           |                         |
| 175–176 | 25–26 | "What You Leave Behind"‡                | Desconhecida | Allan Kroker     | Ira Steven Behr & Hans Beimler                                            | 2 de junho de 1999      |
| Sisko lidera uma aliança Federação/klingon/romulana em um ataque final em Cardassia. Dukat e Winn vão até as cavernas do fogo para libertar os Pah-Wraiths e Damar lidera seu povo em uma revolução para tentar retirar os opressores Dominion do poder. |       |                                         |              |                  |                                                                           |                         |